# Europawahl in Kroatien 2024
- S&D: 4
- G/EFA: 1
- EVP: 6
- EKR: 1

Die Europawahl in Kroatien 2024 findet am 9. Juni als Teil der EU-weiten Europawahl 2024 statt. Sie wird die vierte Wahl zum Europäischen Parlament. In Kroatien werden 12 der 720 Abgeordneten des Europaparlaments gewählt.
Zwar erreichte das von IDS angeführte Bündnis „Fair Play“ mit 5,61 % ein besseres Ergebnis als Amsterdamska koalicija 2019 und konnte die nominelle 5 %-Hürde überspringen, dennoch gelang es dem Bündnis nicht einen Sitz zu gewinnen. Frühere Partner und andere liberale Parteien entschieden sich gegen ein neues Bündnis,  die HSU und Republika kandidierten mit ihren eigenen Listen und erreichten 0,7 % und 0,1 %, während die HSS, GLAS, DO i SIP und Centar sich für eine Listenvereinigung mit den Sozialdemokraten entschlossen. Fokus entschied sich gegen eine Kandidatur.
Most konnte trotz ihrer teils erfolgreicheren Bündnispartnern ihr eigenen Ergebnis von 2019 (4,69 %) nicht übertreffen. Ähnlich erging es der Nachfolgern von Živi zid, weder Pravo i Pravda noch Stranka Ivana Pernara kamen in die Nähe der 5,77 % die sie 2019 hatten heranreichen obwohl der Einzelkandidat Mislav Kolakušić sich PIP anschloss. Kolakušić erreichte allein 8 %.

## Ausgangslage

### Scheidendes Parlament
| Fraktion                       | Fraktion                                               | Mandate | Partei      | Partei                              | Mandate |
| ------------------------------ | ------------------------------------------------------ | ------- | ----------- | ----------------------------------- | ------- |
|                                | Fraktion der Europäischen Volkspartei                  | 4 / 12  |             | Hrvatska demokratska zajednica      | 4 / 12  |
|                                | Fraktion der Progressiven Allianz der Sozialdemokraten | 4 / 12  |             | Socijaldemokratska partija Hrvatske | 4 / 12  |
|                                | Renew Europe                                           | 1 / 12  |             | Istrische Demokratische Versammlung | 1 / 12  |
|                                | Europäische Konservative und Reformer                  | 1 / 12  |             | Hrvatski suverenisti                | 1 / 12  |
|                                | Fraktionslose                                          | 2 / 12  |             | Ključ Hrvatske                      | 1 / 12  |
|                                | Fraktionslose                                          | 2 / 12  | Unabhängige | 1 / 12                              |         |
|                                |                                                        |         |             |                                     |         |
| Quelle: Europäisches Parlament |                                                        |         |             |                                     |         |

### Listen und Parteien
| N.                                   | Liste | Liste                                                 | Europapartei | Erstplatzierter in der Liste |
| ------------------------------------ | ----- | ----------------------------------------------------- | ------------ | ---------------------------- |
| 1                                    |       | Agrarna stranka - Pokret za hrvatsku poljoprivredu    | –            | –                            |
| 2                                    |       | Autohtona – Hrvatska stranka prava                    | –            | –                            |
| 3                                    |       | Dalmatinska akcija                                    | –            | –                            |
| 4                                    |       | Domovinski pokret                                     | –            | –                            |
| 5                                    |       | Hrvatska demokratska zajednica                        | EVP          | –                            |
| 6                                    |       | Hrvatska Stranka Građanskog Otpora                    | –            | –                            |
| 7                                    |       | Hrvatska stranka umirovljenika                        | –            | –                            |
| 9                                    |       | Istarski demokratski sabor/Dieta democratica istriana | ALDE         | –                            |
| 9                                    |       | Nezavisna platforma Sjevera                           | –            | –                            |
| 9                                    |       | Samostalna demokratska srpska stranka                 | –            | –                            |
| 9                                    |       | Socijaldemokrati                                      | –            | –                            |
| 9                                    |       | Hrvatska socijalno-liberalna stranka                  | ALDE         | –                            |
| 9                                    |       | Primorsko-goranski savez                              | –            | –                            |
| 9                                    |       | Narodna stranka – Reformisti                          | EDP          | –                            |
| 9                                    |       | Unija Kvarnera                                        | –            | –                            |
| 9                                    |       | Istarska stranka umirovljenika                        | –            | –                            |
| 9                                    |       | Hrvatska narodna stranka – Liberalni demokrati        | ALDE         | –                            |
| 9                                    |       | Lista za Rijeku – Lista per Fiume                     | EFA          | –                            |
| 9                                    |       | Demokrati                                             | –            | –                            |
| 10                                   |       | Javno Dobro                                           | –            | –                            |
| 11                                   |       | Most nezavisnih lista                                 | –            | –                            |
| 11                                   |       | Hrvatski suverenisti                                  | EKR          | –                            |
| 11                                   |       | Hrvatska stranka prava                                | –            | –                            |
| 12                                   |       | Možemo!                                               | EGP          | –                            |
| 13                                   |       | Odlučnost i pravednost                                | –            | –                            |
| 14                                   |       | Pokret za modernu Hrvatsku                            | –            | –                            |
| 15                                   |       | Pokret za životinje                                   | –            | –                            |
| 16                                   |       | Pravedna Hrvatska                                     | –            | –                            |
| 17                                   |       | Pravo i Pravda                                        | –            | –                            |
| 18                                   |       | Radnička fronta                                       | EL           | –                            |
| 19                                   |       | Republika                                             | –            | –                            |
| 20                                   |       | Ričard Nezavisni                                      | –            | –                            |
| 22                                   |       | Socijaldemokratska partija Hrvatske                   | SPE          | –                            |
| 22                                   |       | Dalija Orešković i ljudi s imenom i prezimenom        | –            | –                            |
| 22                                   |       | Centar                                                | ALDE         | –                            |
| 22                                   |       | Hrvatska seljačka stranka                             | –            | –                            |
| 22                                   |       | Građansko-liberalni savez                             | ALDE         | –                            |
| 23                                   |       | Stranka Ivana Pernara                                 | –            | –                            |
| 24                                   |       | Umirovljenici zajedno                                 | –            | –                            |
| 24                                   |       | Stranka umirovljenika                                 | –            | –                            |
| 24                                   |       | Blok umirovljenici zajedno                            | –            | –                            |
| 24                                   |       | Demokratska stranka umirovljenika                     | –            | –                            |
| 25                                   |       | Zelena alternativa – Održivi razvoj Hrvatske          | –            | –                            |
| 8, 21                                |       | Wählergruppen                                         | –            | –                            |
|                                      |       |                                                       |              |                              |
| Quelle: Državno izborno povjerenstvo |       |                                                       |              |                              |

## Ergebnis

### Nach Parteien
| Listen                               | Listen                                             | Stimmen   | %    | Mandate |
| ------------------------------------ | -------------------------------------------------- | --------- | ---- | ------- |
|                                      | Hrvatska demokratska zajednica                     | 256.295   | 34,6 | 6       |
|                                      | Socijaldemokratska partija Hrvatske–Bündnis        | 192.314   | 26,0 | 4       |
|                                      | Domovinski pokret                                  | 65.383    | 8,8  | 1       |
|                                      | Možemo!                                            | 43.890    | 5,9  | 1       |
|                                      | Istrische Demokratische Versammlung–Bündnis        | 41.606    | 5,6  | –       |
|                                      | Most nezavisnih lista–Bündnis                      | 29.824    | 4,0  | –       |
|                                      | Pravo i Pravda                                     | 22.214    | 3,0  | –       |
|                                      | Odlučnost i pravednost                             | 10.219    | 1,4  | –       |
|                                      | Ričard Nezavisni                                   | 8.708     | 1,2  | –       |
|                                      | Hrvatska stranka umirovljenika                     | 5.225     | 0,7  | –       |
|                                      | Radnička fronta                                    | 4.684     | 0,6  | –       |
|                                      | Umirovljenici zajedno–Bündnis                      | 4.294     | 0,6  | –       |
|                                      | Pokret za životinje                                | 3.044     | 0,4  | –       |
|                                      | Agrarna stranka - Pokret za hrvatsku poljoprivredu | 2.819     | 0,4  | –       |
|                                      | Stranka Ivana Pernara                              | 2.259     | 0,3  | –       |
|                                      | Zelena alternativa – Održivi razvoj Hrvatske       | 1.617     | 0,2  | –       |
|                                      | Autohtona – Hrvatska stranka prava                 | 1.386     | 0,2  | –       |
|                                      | Republika                                          | 1.086     | 0,1  | –       |
|                                      | Pokret za modernu Hrvatsku                         | 991       | 0,1  | –       |
|                                      | Hrvatska Stranka Građanskog Otpora                 | 973       | 0,1  | –       |
|                                      | Dalmatinska akcija                                 | 959       | 0,1  | –       |
|                                      | Pravedna Hrvatska                                  | 957       | 0,1  | –       |
|                                      | Javno Dobro                                        | 763       | 0,1  | –       |
|                                      | Parteilos                                          | 39.212    | 5,3  | –       |
| Gesamt                               | Gesamt                                             | 740.722   | 100  | 12      |
|                                      |                                                    |           |      |         |
| Ungültige Stimmen                    | Ungültige Stimmen                                  | 11.318    | 1,5  |         |
| Wähler                               | Wähler                                             | 752.040   | 21,3 |         |
| Wahlberechtigte                      | Wahlberechtigte                                    | 3.524.179 |      |         |
|                                      |                                                    |           |      |         |
| Quelle: Državno izborno povjerenstvo |                                                    |           |      |         |